# Wissous
Wissous je francouzské město v departementu Essonne, v regionu Île-de-France, 14 kilometrů jižně od Paříže.

## Geografie
Sousední obce: Antony, Fresnes, Rungis, Massy, Paray-Vieille-Poste, Chilly-Mazarin a Morangis.

## Znak
Znak je tvořen květem lilie, symbolem Île-de-France, klasem kukuřice (zemědělské aktivity) a šrouby (ekonomické aktivity).

## Památky
- kostel sv. Diviše z 12. století

## Vývoj počtu obyvatel
Počet obyvatel

## Vzdělávání
V obci je mateřská škola a základní škola Victora Balocheho, pojmenovaná po starostovi obce (1908-1913). Střední školy jsou dostupné v okolních městech.

## Osobnosti obce
Na jednom z místních hřbitovů je pohřben šampion v silniční cyklistice Jean Robic.

## Partnerská města
- Balcombe, Spojené království
- Figueira de Castelo Rodrigo, Portugalsko
- Heidenrod, Německo